# Соколов, Алексей Борисович
Алексей Борисович Соколов (Пустой шаблон {{ВД-Преамбула}} ) — советский и российский хоккеист, нападающий.

## Биография
Окончил школу № 30 Череповца. Воспитанник череповецкого «Металлурга», всю профессиональную карьеру — семь сезонов (1990/91 — 1996/97) — провёл в «Металлурге» / «Северстали». Пять сезонов отыграл в МХЛ и Суперлиге.